# Quick 1888
Maillots
Le Quick 1888 est un club de football néerlandais basé à Nimègue.

## Histoire
Le club est fondé le 10 avril 1888.
Le club termine deuxième du championnat des Pays-Bas en 1910 et remporte la Coupe des Pays-Bas en 1949. Il est aussi finaliste de la première Supercoupe des Pays-Bas en 1949.

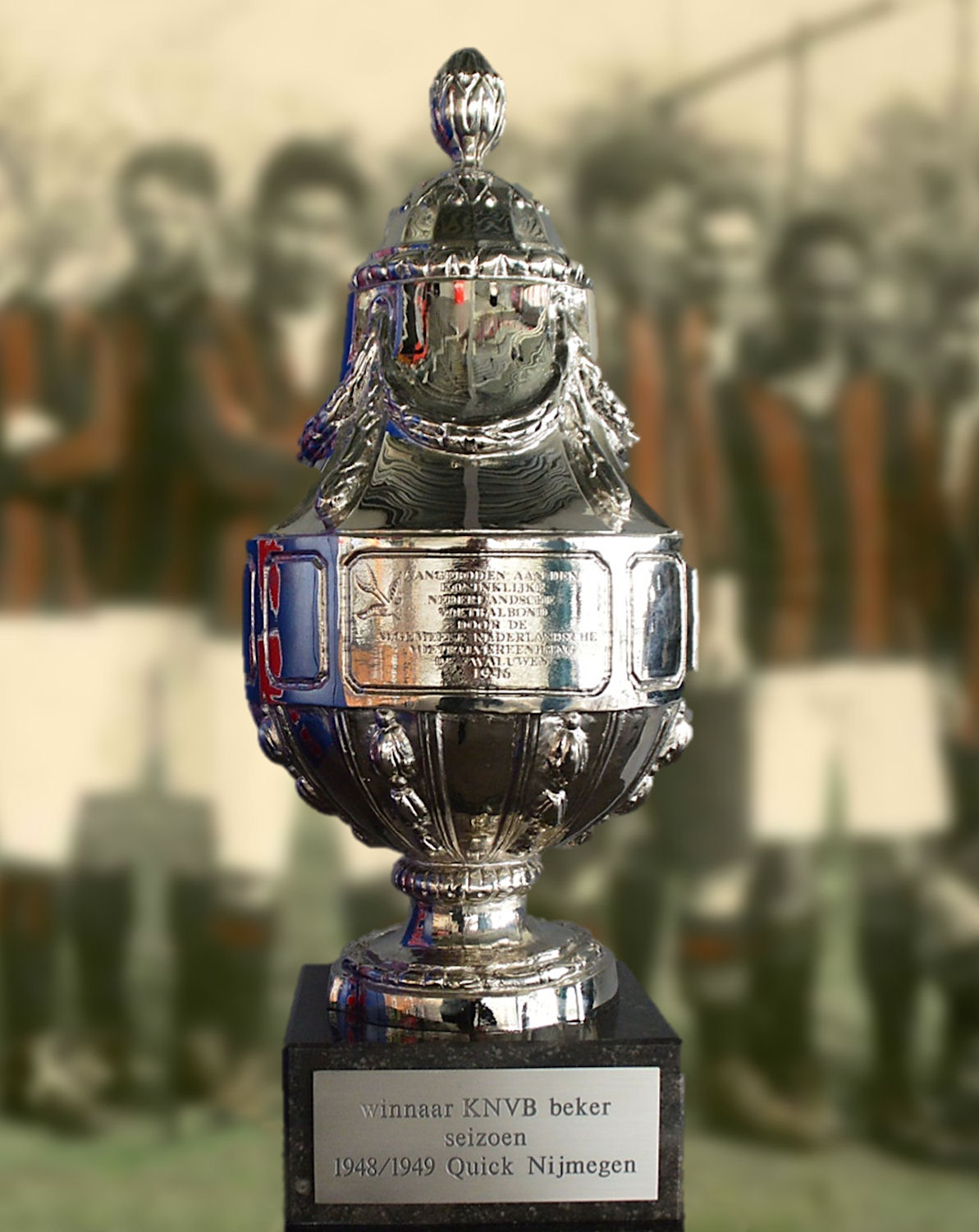
KNVB Beker Quick 1888 Nijmegen 1949